# Capacidade encefálica
A capacidade encefálica refere-se ao volume encerrado no interior do crânio, ocupado pelo encéfalo. Nos vertebrados, o aumento dessa capacidade, observado ao longo da evolução, tem relação com o aumento da inteligência e complexidade psico-comportamental. O aumento da capacidade encefálica atingiu o seu máximo através de um aumento massivo do córtex cerebral, que devido ao volume não expansível da caixa craniana, enrugou-se fazendo sulcos profundos chamados circunvoluções. A área do córtex chega a atingir mais de 0,22 m² e parece haver uma relação entre o grau de enrugamento e a inteligência.
O aumento massivo do córtex cerebral levou ao surgimento de áreas corticais bastante especializadas nos primatas, sobretudo no Homo sapiens. Tais áreas apresentam acentuada especialização para a audição, a visão, a motricidade, a percepção do próprio corpo e as funções cognitivas complexas (como é o caso da linguagem na espécie humana). 
A característica, de fato, mais importante entre o homem e os antropóides (chimpanzés e gorilas) é o aumento colossal no tamanho do cérebro acompanhado pelas faculdade adquiridas com essa nova massa encefálica.

## Aspectos gerais
Falar sobre inteligência é delicado, e traçar comparações entre ela e qualquer caráter exige alguns detalhes. Para possibilitar essa abordagem, deve-se levar em consideração o quociente de encefalização e os princípios da alometria negativa.
Quociente de encefalização é a razão entre o tamanho cerebral real e o tamanho esperado em função do tamanho do corpo. Valores de quociente de encefalização inferiores a 1,0 indicam cérebros menores que o esperado; valores superiores a 1,0 indicam cérebros maiores que o esperado. Humanos e macacos-pregos têm valores de quociente de encefalização muito altos para primatas, e Catarrhines e Platyrrhines (antropóides) têm valores apreciavelmente mais altos. Entretanto, é interessante perceber que grandes primatas não apresentam cérebros notavelmente maiores do que os de macacos e, em particular, que do macaco-prego (Cebus apella): vencedor do prêmio para o quociente de encefalização mais elevado dentre primatas não-humanos.

A alometria negativa postula que animais maiores possuem, proporcionalmente, encéfalos menores para o seu tamanho que animais pequenos. Os porquês das medidas negativas neste parâmetro não são exatamente conhecidos, mas podem estar relacionados ao fato de que corpos maiores não precisam necessariamente de um aumento de massa cerebral equivalente às suas dimensões para desempenhar as mesmas funções quando comparados a corpos menores. Inúmeros outros fatores também podem ser utilizados para uma análise comparativa sobre a inteligência, como os tamanhos relativos do telencéfalo e do córtex pré-frontal no cérebro, a profundidade dos sulcos do córtex cerebral, a quantidade de neurônios corticais e sequências moleculares de genes sem, contudo, ser algum deles mais correto ou completamente preponderante sobre os outros.

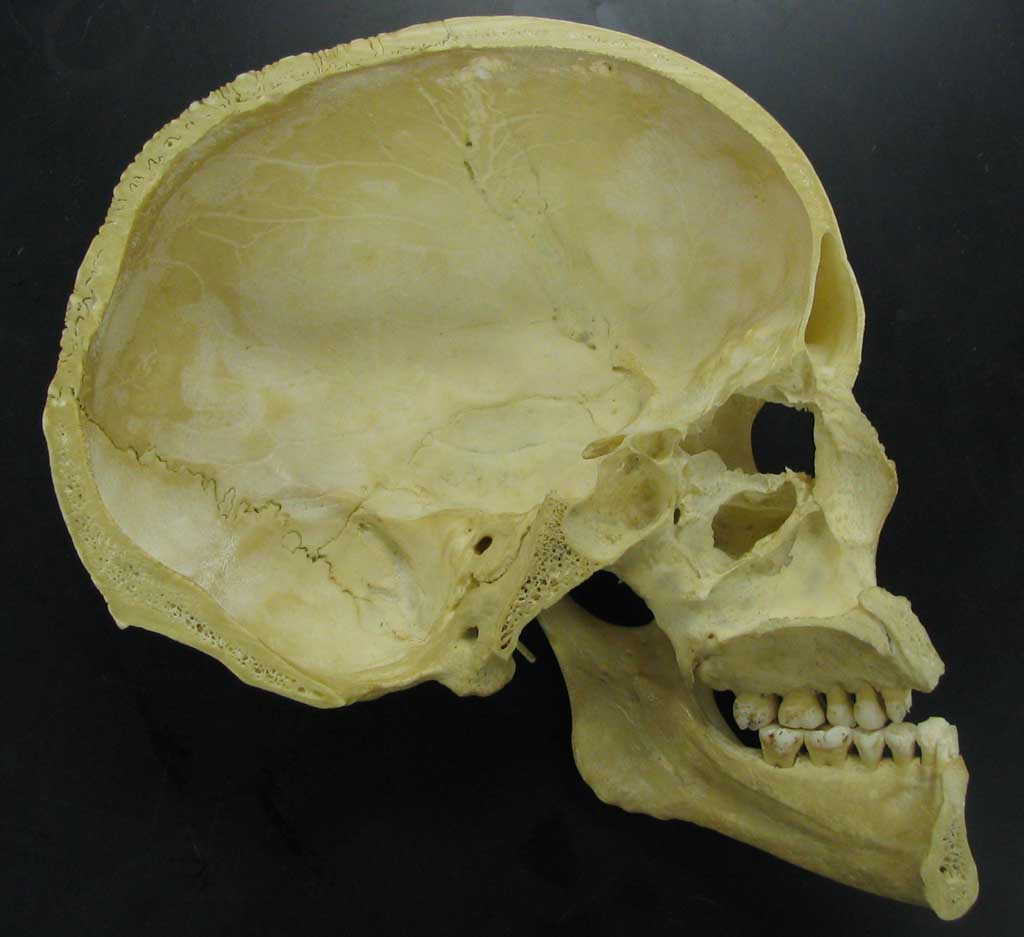
Crânio humano.

 Há um padrão em vertebrados: mamíferos e aves apresentam tamanhos de cérebros maiores em relação ao corpo que outros grupos (evidência de que são mentalmente bem equipados). Uma comparação entre os cérebros nessas duas classes permite constatar uma grande divergência organizacional dos centros de cognição, apesar de apresentarem capacidades cognitivas comuns. A proporção média do cérebro dos mamíferos em relação ao corpo é um pouco maior que o das aves e, ambos, são significativamente maiores do que o de répteis não-aves.
Com o aumento do cérebro, as regiões cerebrais tendem a mudar ocorrendo uma reorganização interna das subestruturas, levando a uma complexidade e especialização maiores de suas subdivisões para melhor desempenho em determinadas tarefas. Para adaptar-se à essa ampliação do cérebro, ocorre o que é chamado de laminação, isto é, os neurônios formam camadas ou lâminas especializadas. A maneira como o isocórtex evoluiu nos mamíferos é o melhor exemplo de laminação como reorganização devido ao aumento absoluto do cérebro, possibilitando uma melhor otimização do espaço e da energia despendida, bem como a amplificação da funcionalidade do sistema.

## Em mamíferos
Apesar de possuírem cérebros grandes como característica, os mamíferos apresentam uma variação substancial de quocientes de encefalização, o que revela uma certa amplitude nos tamanhos relativos do cérebro dentro da classe. Roedores têm esses valores por volta de 0,4. Cães e gatos, um pouco acima do que 1,0. Elefantes e baleias, próximo de 2,0. Já nos seres humanos, Homo sapiens sapiens, o valor do quociente de encefalização supera 7,0.   

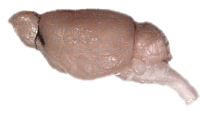
Encéfalo de um camundongo.

 Duas ordens se destacam por um tamanho cerebral ainda mais acentuado: os cetáceos e os primatas. Entretanto, acreditar em uma tendência para a evolução de uma maior capacidade encefálica, como um caminho natural na evolução dos mamíferos não é coerente; muito menos seria acreditar que esse fator determinaria, por si só, o nível de inteligência de um ser vivo. Predadores que vivem em grupo, em geral, apresentam cérebros proporcionalmente maiores que os solitários. Muitos animais de encéfalo reduzido apresentam substancial complexidade de comportamento e capacidade de aprendizado. O dragão de Komodo e algumas serpentes, por exemplo, possuem métodos de caça bastante similares aos empregados pelos mamíferos carnívoros, utilizando-se de eficientes estratégias em que são empregados conhecimentos de hábitos das presas em emboscadas. 

### Em cetáceos

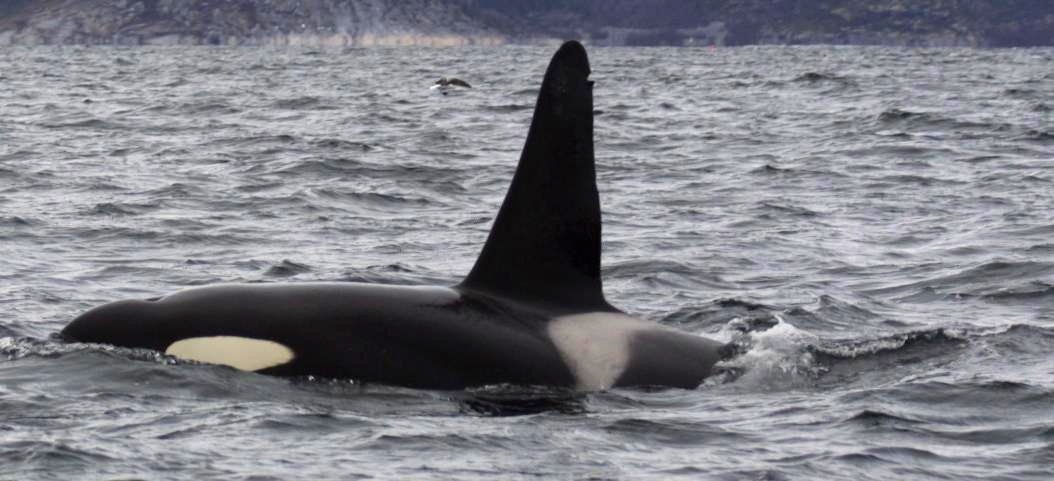
Orca (Orcinus orca).

Baleias e golfinhos possuem cérebros avantajados e complexos, sendo animais bastante visados para experimentos comportamentais. Esses estudos, frequentemente, apontam excepcionais habilidades cognitivas, comunicacionais e de memória, além de grande complexidade social em grupos. Talvez, esse último fator tenha uma ligação direta com o advento de maior grau de encefalização e inteligência.

O nível de complexidade social pode ser considerado pela quantidade e os tipos de interação entre os indivíduos de um grupo, e o quão importantes e úteis são essas interações para a melhoria das condições de vida e sobrevivência desse grupo e de cada membro individualmente. Falar disso também requer cuidado, pois para outras linhagens, pode ser que essas interações não sejam necessariamente vantajosas. Algumas espécies de golfinho apresentam quocientes de encefalização maiores que 5,0; esses valores são apenas inferiores aos de seres humanos, entre as espécies viventes. Uma prova do que esses animais são capazes aparece em trecho do documentário Life, da BBC (1999).

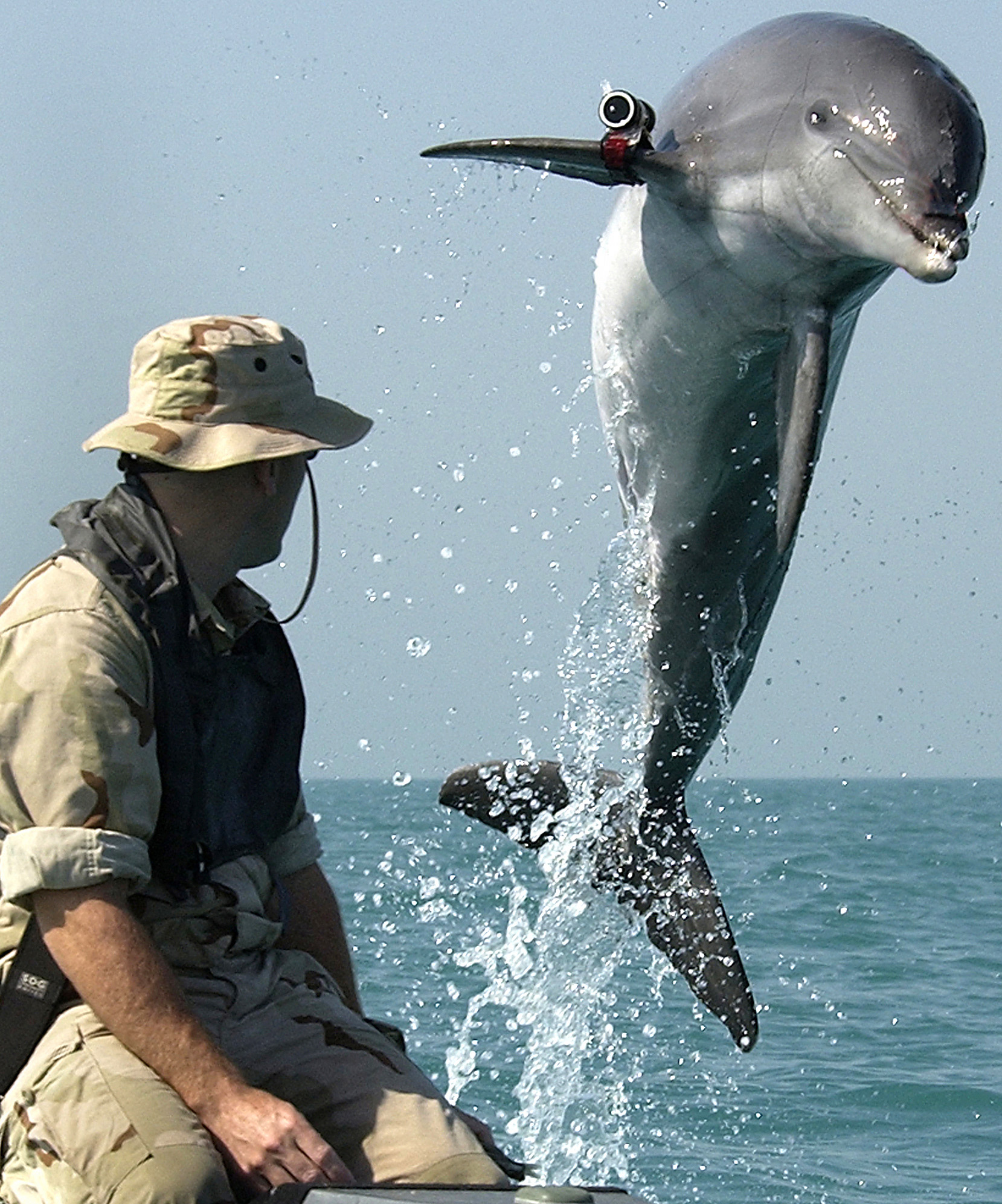
Um golfinho-nariz-de-garrafa da Marinha dos Estados Unidos.

Golfinhos nariz-de-garrafa da costa da Flórida desenvolveram uma forma bastante incomum e eficiente de caçar. Em grupo, eles se aproximam de regiões mais rasas e se revezam na aplicação de uma técnica inovadora: enquanto um nada em espiral, batendo a cauda no fundo, levantando sedimentos e confundindo cardumes, os outros ficam estrategicamente posicionados para abocanhar os peixes que saltam para fora da água na tentativa de escapar. Esse comportamento foi observado apenas nesses golfinhos, o que pode corroborar a hipótese acima. A criação e propagação dessa nova estratégia podem ser explicadas por um alto grau de complexidade nas interações entre os membros do grupo, o que é possível graças à notável inteligência desses animais, que pelo menos em parte, é atribuída aos seus altos níveis de encefalização.

### Em primatas
Primatas apresentam particular facilidade no reconhecimento dos membros da família e de grupos sociais. Existem vastos relatos de que foi observada na natureza a formação de padrões de aliança e confiança extremamente complexos entre eles. O cérebro tornou-se repertório de comportamentos mais elaborados, devido a seu tamanho avantajado e sua complexidade, culminando em manifestações culturais sofisticadas, como a utilização de ferramentas e aprendizagem social. De modo geral, símios possuem maiores cérebros relativos que os demais antropóides, que por sua vez, possuem cérebros relativos mais avantajados que os prossímios.

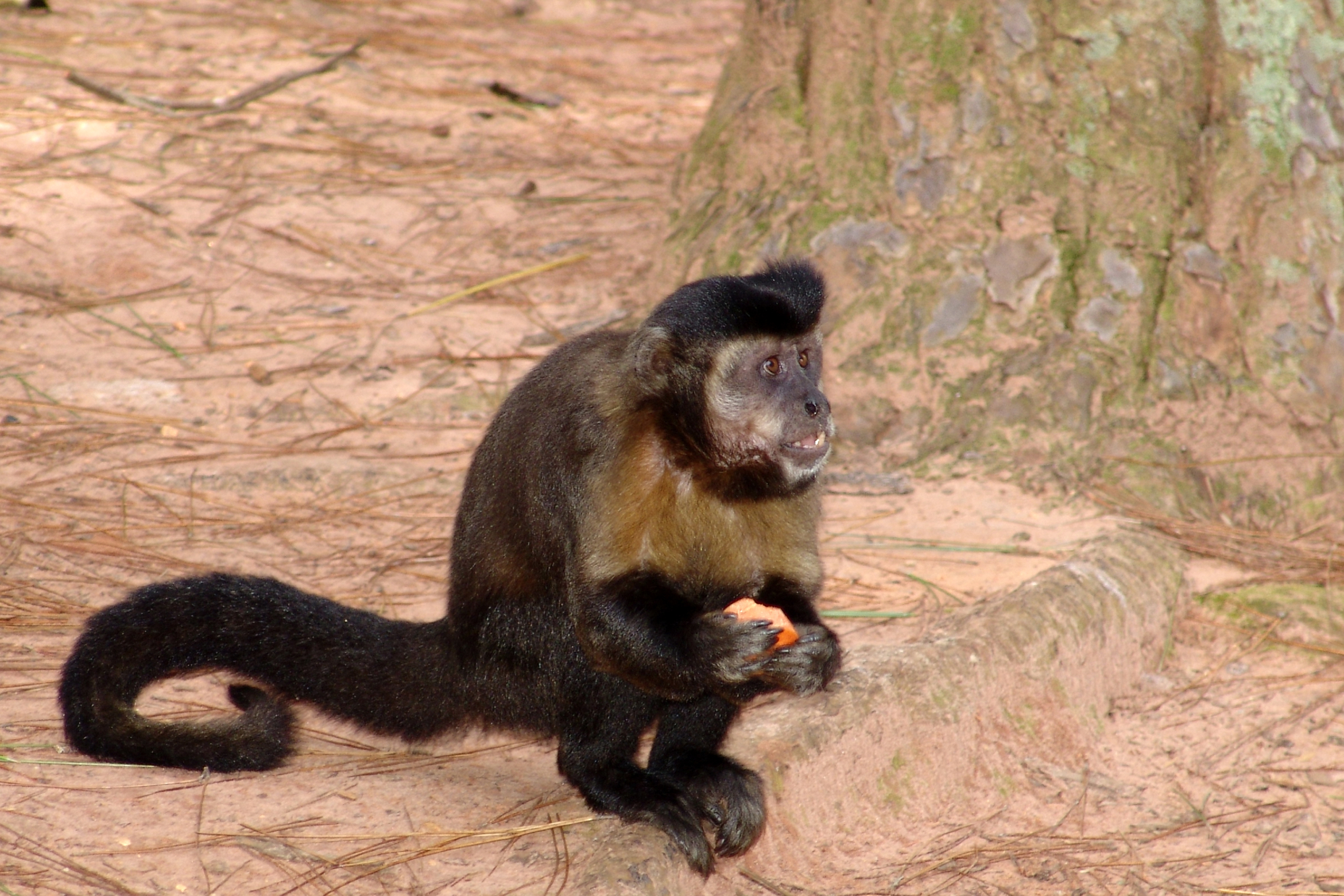
Macaco-prego em Manduri, em São Paulo, no Brasil.

 O macaco-prego possui um quociente de encefalização bastante elevado (por volta de 3,25), o maior entre os primatas não-humanos, representando uma exceção à regra geral. Curiosamente, eles foram uma das únicas espécies de primatas em que foi observado o uso de ferramentas espontaneamente em ambiente natural. Entre os símios, o maior valor de quociente de encefalização é do chimpanzé, cerca de 3,0. Uma análise retrospectiva dos quocientes de encefalização da genealogia humana permite constatar que houve uma progressão desses valores ao longo do tempo. Valores importantes são o do Australopithecus afarenses, em torno de 2,5, do Homo habilis, um pouco menor que 4,5, e o do Homo neanderthalensis, que atingiu valor de quociente de encefalização minimamente inferior ao humano. Há uma disponibilidade significativa de material fóssil que permite descrever com relativa facilidade a evolução da capacidade encefálica dos grupos de primatas ao longo do tempo. Mas a partir desse ponto conectar as evidências do passado com a evolução da inteligência torna-se um trabalho mais complicado, sendo necessário apoiar-se em mais dados como registros arqueológicos que possam permitir a inferência do comportamento de indíviduos daquele período, como as ferramentas que utilizavam. A mesma hipótese utilizada anteriormente para os cetáceos é frequentemente empregada para tentar elucidar que fatores teriam contribuído para o desenvolvimento de uma capacidade cerebral tão acentuada nos primatas: a complexidade das interações sociais como uma alavanca em prol da inteligência. A necessidade de lidar com relações sociais cada vez mais complexas, aliada a padrões de subsistência que demandam cada vez mais energia, podem ter representado uma pressão seletiva fundamental para uma maior inteligência. Seguindo esse raciocínio, a socialização tornou-se parte importante da vida dos primatas. Fazer alianças e conhecer e explorar as alianças dos outros se tornou fundamental para o sucesso reprodutivo do indivíduo. Assim, a existência de complexidade nas interações sociais teria sido uma força importante da seleção natural para a expansão do cérebro desses animais. Uma vez que uma linhagem adota essa estratégia evolutiva de utilizar relações sociais para alcançar sucesso reprodutivo, é criado um mecanismo de retroalimentação positiva, onde novas pressões internas irão surgir e agir no sentido de criar ainda mais complexidade, que por sua vez, impulsionará um aumento ainda maior dos cérebros e da inteligência. É válido salientar que o tecido cerebral é metabolicamente caro, tanto para seu crescimento como para sua manutenção. Grande parte da sua formação se dá no desenvolvimento embrionário e requer energia proveniente da mãe. Desse modo, pressões seletivas por cérebros maiores somente podem ser satisfeitas se o ambiente fornece energia suficiente, especialmente a fêmea lactante ou grávida.
No entanto, entre os próprios primatas observa-se uma grande variação no tamanho relativo do cérebro. Um estudo com mais de centenas de espécies de primatas mostrou que esta variação está relacionada mais à dieta do que às interações sociais ou capacidades cognitivas. Foi observado que as espécies que se alimentam de frutas apresentam cérebros proporcionalmente maiores do que as que se alimentam de folhas. Além de as frutas representarem uma melhor fonte de energia do que as folhas, elas são relativamente mais difíceis de se encontrar na natureza do que as folhas. Portanto, os macacos frugívoros precisam despender um esforço a mais para encontrá-las e lembrar, posteriormente, onde estão localizadas, do que as espécies folívoras, e isso requer um esforço maior do cérebro, gerando uma pressão seletiva que levou ao aumento de tamanho.
Ainda não está claro se a motivação inicial da evolução da maior encefalização nos primatas foi de fato a dieta ou as interações e relações sociais complexas entre os indivíduos, mas ambas assumem importantes papéis na história evolutiva deste grupo.

### Em humanos

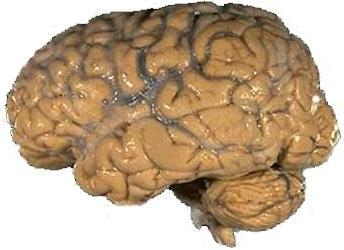
Encéfalo Humano.

É provável que o aumento do tamanho do cérebro, conectividade neural e complexidade cognitiva, período de infância estendido, capacidade aprimorada de comunicação e a plasticidade do desenvolvimento do cérebro, estabeleceu um contexto para a construção de nichos através de sistemas de feedback neurobiológicos, inovação, ensino-aprendizagem e um maior e diversificado uso de "ferramentas" em nosso gênero. Há pelo menos 80 mil anos, registros fósseis e materiais indicam que os humanos têm desenvolvido um complexo de adaptações culturais-comportamentais envolvendo nosso nicho sociocognitivo e uma cultura cumulativa crescente que provavelmente afetaram nossa arquitetura neural.
A evolução de cérebros maiores provavelmente requereu um aumento no tamanho e na mobilidade da fêmea e uma maior qualidade e quantidade de alimentos, que na linhagem humana foram, ao menos, parcialmente adquiridos pela utilização do fogo e de ferramentas de pedra. Embora tal hipótese não seja satisfatória para explicar porque nossos ancestrais evoluíram uma inteligência extrema, a capacidade dos grandes macacos em elevar-se intelectualmente e aprenderem novas técnicas, por observação, em ambientes culturalmente ricos, faz essa distância parecer menor. Muitos estudiosos suspeitam que um acontecimento chave teria sido a invasão da savana pelo homem arcaico, portador de ferramentas. Para escavar tubérculos e descarnar e defender carcaças de mamíferos maiores, eles precisaram trabalhar coletivamente para criar estratégias e novos artefatos. Depois do surgimento do ser humano anatomicamente moderno, a cerca de 200 mil anos, a história cultural começou a interagir com a característica inata de melhorar o próprio desempenho. A expansão da tecnologia nos últimos 10 mil anos mostra que estímulos culturais podem transpor limites inimagináveis.
Na perspectiva dos estudos da evolução genoma-cérebro, a base molecular de peculiaridades funcionais e estruturais que diferencia o cérebro de humanos em relação aos seus ancestrais e os parentes mais próximos (os símios africanos) refere-se, entre outros aspectos, às mudanças na sequência de DNA que ocorreu na linhagem humana após a separação do ancestral comum homem-chimpanzé, há mais ou menos 7 milhões de anos, com mudanças tanto em genes codificadores de proteínas como em genes que regulam a expressão de outro gene. Em um futuro próximo, para compreender a evolução do cérebro humano, duas áreas de estudos em genômica e paleogenética devem propor grandes revelações: a comparação do genoma do homem com o do chimpanzé, que teve início na década de 90, e a comparação do genoma do Homo sapiens com o do Homo neanderthalensis. 
O cérebro humano que conhecemos hoje é resultado de mais de 3 bilhões de anos de evolução orgânica, sendo assim, ocorreram diversos episódios na história de grandes novidades evolutivas essenciais em termos de organização do cérebro e do sistema nervoso. Tais acontecimentos podem sugerir o desenvolvimento das estruturas neurais e comportamentais, sendo eles (em ordem cronológica):
1. Surgimento da multicelularidade. Com o surgimento de organismos multicelulares, houve a diferenciação de grupos de células, passando a existir o tecido e o sistema nervoso, que de maneira gradativa, se organizam segundo princípios de centralização, cefalização e simetria.
2. Surgimento do encéfalo vertebrado a partir do sistema nervoso de invertebrados, aumentando as possibilidades sensoriais, motoras e comportamentais.
3. Advento do cérebro mamífero, com córtex bem maior e complexo, reorganizado em seis camadas, ou seja, significamente maior do que os de outros vertebrados.
4. Com a ordem dos primatas, sobretudo a subordem Anthropoidea, surgiu o cérebro primata com aumento de funções do córtex associativo, ampliando a memória, aprendizagens e capacidade neural.
5. Surgimento dos hominídeos, há 7 milhões de anos, com postura ereta e a marcha bípede.
6. Surgimento do gênero Homo com um crescimento marcante do cérebro, há 2-3 milhões de anos, e o surgimento das indústrias de produção de ferramentas de pedra.
7. O último e, finalmente, grande evento foi o surgimento do Homo sapiens, com um cérebro não só desproporcionalmente grande, mas com uma organização cerebral que possibilitou a linguagem articulada, a produção de arte e de sociedades com uma simbólica cultura[2].